# Обенж
Обенж (фр. Aubinges) насеље је и општина у централној Француској у региону Центар (регион), у департману Шер која припада префектури Бурж.
По подацима из 2011. године у општини је живело 347 становника, а густина насељености је износила 31,63 становника/km². Општина се простире на површини од 10,97 km². Налази се на средњој надморској висини од 200 метара (максималној 262 m, а минималној 184 m).

## Демографија
| 1962. | 1968. | 1975. | 1982. | 1990. | 1999. | 2011. |
| ----- | ----- | ----- | ----- | ----- | ----- | ----- |
| 255   | 281   | 260   | 226   | 279   | 333   | 347   |

График промене броја становника у току последњих година